# Елла і чорний ягуар
Елла і чорний ягуар (фр. Le Dernier Jaguar) — франко-італо-канадський пригодницький фільм режисера Жиля де Метре, який вийшов на екрани кінотеатрів у 2024 році.
Пригодницька сімейна комедія «Елла та чорний ягуар» знята подружжям. Дружина Прюн написала сценарій, а чоловік Жіль де Метр відповідав за режисуру. Подібний фільм про дружбу з дикими тваринами вони знімають втретє. «Міа та білий лев» вийшов на екрани у 2018, «Вовк та лев» у 2021. Цього разу у центрі уваги — ягуар. Де Метр прагнув повністю уникнути комп'ютерної графіки. Юні акторки, які грали Еллу у різному віці, щоденно по кілька годин гралися з маленькими ягуарами. Аби була змога знімати дорослу тварину в кадрі з акторкою, знадобився понад рік підготовки. У фільмі не використовується анімація, зйомки всі відбулися зі справжніми чорними ягуарами.

## Сюжет
Дитинство Елли (Лумі Поллак) пройшло у джунглях Амазонії. Там вона подружилася з осиротілим дитинчам рідкісного чорного ягуара та назвала тваринку Надія (Hope). Зараз Еллі 15 років і вона живе у Нью-Йорку. В поселенні, де вона виросла, залишився один єдиний ягуар і за ним полюють браконьєри. Дівчина переконана, що вціліла тварина — це її Надія. Попри заборону батька Елла вирушає у подорож. Дізнавшись про плани учениці за нею слідує занепокоєна вчителька.